# Chrám Zjevení Páně (Moskva)
Katedrální chrám Zjevení Páně v Jelochově (rusky: Богоявле́нский кафедра́льный собо́р в Ело́хове) je pravoslavný chrám v rajónu Basmannyj v Moskvě, postavený roku 1845. V letech 1938–1991 sloužil jako patriarchální chrám Ruské pravoslavné církve. Od roku 1991 je katedrálou moskevské eparchie.

## Historie
Od 14. do 17. století stala na místě dnešního rajónu a stanice metra Baumanskaja vesnice Jelochovo, která se v 18. století stala součástí Moskvy. Poprvé se chrám zmiňuje roku 1689 v knihách patriarchální pokladny. Roku 1712 byl chrám na příkaz cara Petra I. Velikého přestavován na kamenný s kaplí Zvěstování přesvaté Bohorodice. Roku 1722 stál chrám nedostavěn a stavbu financovali plukovník Voroněckij a princezna Praskovja Ivanovna, dcera cara Ivana V. V červenci 1731 chrám vysvětil arcibiskup Leonid (Petrovskij).
V 80. letech 18. století začala přestavba chrámu. Na náklady farníků byl postaven velký kamenný refektář se dvěma loděmi: Zvěstování a sv. Mikuláše Divotvorce. Současně byla zahájena stavba zvonice, dokončená roku 1806. Refektář a zvonice, které se dochovaly dodnes, byly vyrobeny ve stylu moskevského klasicismu na přelomu 18.–19. století. Roku 1799 byl v chrámu pokřtěn básník Alexandr Sergejevič Puškin.
V důsledku moskevského požáru roku 1812, ke kterému došlo francouzskou okupací Moskvy, byla zničena téměř celá farnost. Katedrála zničena nebyla, ale došlo k jejímu vydrancování. Domy a chrám byly obnoveny v polovině 30. let 19. století.
Nárůstem počtu věřících chrámová kapacita přestala stačit. Na žádost farníků byla roku 1835 zahájena stavba nového chrámu pod vedením architekta Jevgraf Dmitrijeviče Ťurina. Třetinu nákladů na stavbu uhradil moskevský obchodník Vasilij Ščapov, který byl donátorem chrámu od konce 50. let 19. století až do své smrti v roce 1864. Stavba byla pojata jako pětilodní chrám ve stylu pozdního empíru s kupolovitou rotundou, ve které se nacházejí prvky podobné kupoli baziliky svatého Petra v Římě. Roku 1845 byla stavba dokončena a začalo se s výzdobou interiéru. Roku 1853 byly dokončeny všechny práce a chrám vysvětil metropolita moskevský a kolomenský Filaret (Drozdov).
U chrámu bylo roku 1870 zřízeno bratrstvo pro pomoc chudým a později také farní škola.
V 90. letech 19. století byla podle projektu architekta Pjotra Pavloviče Zykova rekonstruována horní část budovy refektáře. Roku 1895 došlo k pozlacení ikonostasu a stěny oltářní části byly vyzdobeny malbami. Malby vytvořili umělci z dílny ikonopisce Vasilije Gurjanova a na práci dohlížel malíř Afanasij Jefremovič Kulikov.
V letech 1902–1907 došlo ke zřizování sirotčince.
Po Říjnové revoluci byl chrám převeden na komunitu 40 lidí registrovanou v listopadu 1918.
Během občanské války roku 1922 byly církevní cennosti zabaveny do fondu pro pomoc při hladomoru.
Roku 1927 byl chrámu udělen status památky církevní architektury první kategorie a byl registrován u muzejního oddělení moskevského úřadu národního školství. O rok později byly pod vedením Ivana Kuzněcova provedeny restaurátorské práce na výmalbě hlavní kopule chrámu. Roku 1930 byl vydán výnos o převedení areálu chrámu na Státní muzeum keramiky. To vyvolalo protesty věřících, kdy se sešlo více než 4800 podpisů požadujících zrušení tohoto rozhodnutí. Rozhodnutí bylo zrušeno Prezídiem Všeruského ústředního výkonného výboru dne 30. června 1930.
Z chrámu Zjevení Páně v Dorogomilově, který byl zničen roku 1938, byla katedra patriarchálního locum tenens metropolity Sergija (Stragorodského) přenesena do chrámu Zjevení v Jelochově.
V letech 1943, 1945, 1971 a 1990 se v katedrále konaly ceremonie intronizace moskevských patriarchů.
Roku 1947 na počest 800. výročí Moskvy byl v chrámu obnoven ikonostas, nástěnné malby a také kivoty. Stejného roku byly do chrámu přeneseny ostatky svatého Alexije, metropolity kyjevského.
V 70. letech 20. století získala budova chrámu dva nové vchody.
Poté, co roku 1992 získal chrám Zesnutí přesvaté Bohorodice status patriarchálního chrámu, byl chrám Zjevení povýšen na katedrálu.

## Popis
Jedná se o čtyřstěnný chrám s pěti kopulemi. Měří 56 metrů a jeho plocha činí 1164 m². Má kapacitu 3000 lidí. Na severní a západní straně se nachází široké galerie. K hlavní budově přiléhá refektář, krytý křížovými klenbami a stojící na čtyřech pilířích. K refektáři přiléhá třípatrová zvonice vysoká 65 metrů se sedmnácti zvony.
Prostor chrámu osvětluje dvanáct obloukových oken a dvojitá řada otvorů ve zdech. Vnitřní stranu kupole zdobí malebná kompozice Svaté Trojice s těhotnou Matkou Boží, Janem Křtitelem, anděly a serafy. Na klenbách a stěnách se nachází obrazy evangelistů a dalších výjevů z Nového zákona.